# 蛟湖戰鬥
蛟湖戰鬥發生於1933年2月24日，地點則是在中國江西樂安。是第一次国共内战主要戰鬥之一，交戰一方為中華民國國民革命軍，另一方則為中國共產黨所領導之中國工農紅軍。戰鬥末了，鎮守蛟湖據點之國軍駐軍幾乎全滅。